# Арутюнов, Ованес Григорьевич
Оване́с Григо́рьевич Арутю́нов (азерб. Ovanes Qriqoryeviç Arutyunov, арм. Հովհաննես Գրիգորիի Հարությունով; 1890, Артишен, Елизаветпольский уезд — ?) — советский азербайджанский виноградарь, Герой Социалистического Труда (1949).

## Биография
Родился в 1890 году в селе Артишен Елизаветпольского уезда Елизаветпольской губернии.
Трудился в колхозе имени Камо Ханларского района Азербайджанской ССР. В 1948 году получил урожай винограда 174,8 центнера с гектара на площади 3 гекатара поливных виноградников.
Указом Президиума Верховного Совета СССР от 21 июля 1949 года за получение высоких урожаев винограда в 1948 году Арутюнову Ованесу Григорьевичу присвоено звание Героя Социалистического Труда с вручением ордена Ленина и золотой медали «Серп и Молот».
Активно участвовал в общественной жизни Азербайджана. Член КПСС с 1931 года.

## Комментарии
1. ↑  Село не сохранилось; ныне — территория Гёйгёльского района Азербайджана.